# Gottfried von Nostitz-Drzewiecky
Gottfried von Nostitz-Drzewiecky (* 19. August 1902 in Dresden; † 13. April 1976 in Gauting) war ein deutscher Diplomat.

## Leben
Nostitz-Drzewiecky war der Sohn des Hans Gottfried von Nostitz-Drzewiecki und der Doris Jordan. Der Vater war sächsischer Kammerherr, Wirklicher Geheimer Rat, Gesandter i. R. und Präsident des Sächsischen Oberverwaltungsgerichts. Die Eltern lebten in Dresden und in Icking. Nach dem Abitur studierte Nostitz Rechtswissenschaften in Freiburg im Breisgau, wo unter anderem Hans von Kageneck zu seinen Kommilitonen zählte, und in München. 1927 trat er in den Auswärtigen Dienst ein. Nach dem Bestehen der diplomatisch-konsularischen Prüfung wurde er zunächst als Attaché im Auswärtigen Amt in Berlin verwendet.
Von 1934 bis 1938 gehörte Nostitz der von Hitlers Sondergesandten Franz von Papen geleiteten deutschen Gesandtschaft in Wien als Legationssekretär an. Anschließend wurde er als Legationsrat im Auswärtigen Amt eingesetzt, wo er vor allem mit Protokollfragen betraut war. 1940 wurde Nostitz dem deutschen Konsulat in Genf zugeteilt, wo er bis zum Kriegsende tätig blieb. Am 3. Mai 1940 beantragte er die Aufnahme in die NSDAP und wurde zum 1. Juli desselben Jahres aufgenommen (Mitgliedsnummer 8.156.544). Eine gemessen an Nostitz Lebensalter und an den guten Beurteilungen durch seine Vorgesetzten eigentlich fällige Beförderung unterblieb dabei – Nostitz selbst gab später an, dass man ihm diskret zu verstehen gegeben habe, dass die Personalabteilung ihn beim Außenminister Joachim von Ribbentrop nicht zur Beförderung vorzuschlagen wagte, da er als politisch unzuverlässig galt.
Im März 1946 kehrte Nostitz nach Deutschland zurück, wo er in den folgenden Jahren bei seinen Eltern wohnte, die sich in Bayern niedergelassen hatten. Nostitz' Entnazifizierungsverfahren im Jahr 1947 vor der Spruchkammer Wolfratshausen endet mit der Einstufung in die Gruppe V „Entlasteter“ sowie mit der ausdrücklichen Erklärung, dass Nostitz – trotz seiner Mitgliedschaft in der NSDAP und im NSKK und obwohl er förderndes Mitglied der SS war – erwiesenermaßen ein Gegner des NS-Regimes gewesen sei und sich aktiv am Widerstand beteiligt habe. So bestätigten unter anderem die Witwen Helmuth von Moltkes, Adams von Trott zu Solzs und anderer führender Mitglieder des Umsturzversuches vom 20. Juli 1944, dass Nostitz den Männern des 20. Julis aus der Schweiz Informationen über die außenpolitischen Entwicklungen zugespielt habe. Weitere Zeugen, wie der Schweizer Carl Jacob Burckhardt und der spätere Bundestagspräsident Eugen Gerstenmaier, bestätigten zudem die menschliche, den politischen Zielen der NS-Regierung zuwiderlaufende, Haltung, die Nostitz auf seinen Auslandsposten an den Tag gelegt habe: So habe er die Pässe von aus Deutschland in die Schweiz geflohenen Juden am Genfer Konsulat verlängert – obwohl dies durch die Durchführungsbestimmungen zu den Nürnberger Rassengesetzen verboten war – und ihnen so Schwierigkeiten mit den Schweizer Behörden erspart.
Von 1947 bis 1950 beschäftigte ihn Eugen Gerstenmaier als Referent im Zentralbüro des Hilfswerks der EKD in Stuttgart. 1950 wurde Nostitz als Legationsrat in den diplomatischen Dienst der Bundesrepublik Deutschland aufgenommen. Von 1953 bis 1957 wurde er an der deutschen diplomatischen Vertretung in Den Haag als Botschaftsrat beschäftigt, danach wurde er von 1957 bis 1964 als Generalkonsul in Sao Paulo eingesetzt. In den Jahren 1964 bis 1967 amtierte Nostitz schließlich als deutscher Botschafter in Santiago de Chile. Im April 2016 hat Bundesaußenminister Frank-Walter Steinmeier „wegen der Sektensiedlung Colonia Dignidad in Chile jahrelange gravierende Versäumnisse des Auswärtigen Amtes und des damaligen Botschaftspersonals eingeräumt. ‚Von den sechziger bis in die achtziger Jahre haben deutsche Diplomaten bestenfalls weggeschaut – jedenfalls eindeutig zu wenig für den Schutz ihrer Landsleute in dieser Kolonie getan‘“.
Nostitzs Nachlass lagert heute im Politischen Archiv des Auswärtigen Amts. Seine bislang ungedruckten Lebenserinnerungen befinden sich im Institut für Zeitgeschichte in München.

## Ehrungen
- 1965: Großes Verdienstkreuz mit Stern der Bundesrepublik Deutschland